# ستة من الأفضل (حفلة)
ستة من الأفضل، كان عبارة عن حفل موسيقي للم الشمل بين فرقة موسيقى الروك جينيسيس ومغنيهم الرئيسي الأصلي بيتر غابرييل وعازف الجيتار السابق ستيف هاكيت . حدث ذلك يوم السبت، 2 أكتوبر 1982، في ناشونال باول في ميلتون كينز، باكينجهامشير، إنجلترا. تم تقديم فرقة جينيسيس على المسرح من قبل جوناثان كينج، الذي اكتشف الفرقة وأطلق عليها اسمها قبل خمسة عشر عامًا.

## خلفية عنهم

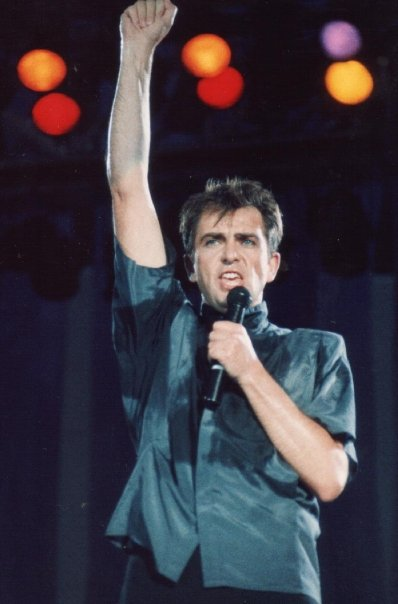
بيتر غابرييل أثناء أدائه في حفل "مؤامرة الأمل" (Conspiracy of Hope) بتاريخ 15 يونيو 1986 في إيست رذرفورد، نيوجيرسي.

أصبحت فرقة جينيسيس الكلاسيكية لبيتر غابرييل ، ومايك رذرفورد ، وتوني بانكس ، وستيف هاكيت ، وفيل كولينز رباعية عندما غادرها المغني الرئيسي غابرييل في نهاية جولة برودواي عام 1975. وبعد بحث مطول عن مغني رئيسي جديد، قررت الفرقة أن كولينز يمكن أن يتولى الدور بينما يظل عازف طبول الفرقة. للقيام بجولة موسيقية، احتاجوا إلى عازف طبول إضافي للعب بينما كان كولينز يغني. انضم لهم عضو فرقة يس وعازف الطبول بيل بروفورد في جولتهم عام 1976 قبل أن يتولى تشيستر طومسون بدور كامل. رحيل عازف الجيتار الرئيسي هاكيت في عام 1977 جعل من الفرقة ثلاثية، وفي عام 1978، تم تعيين داريل ستويرمر كعازف جيتار وعازف قيثارة في العروض الحية.
تابع بيتر غابرييل مسيرة منفردة ناجحة، حيث أصدر أربعة ألبومات بين عامي 1977 و 1982. أيضًا في عام 1982، قام غابرييل وشركته بتخطيط وإقامة أول حفل موسيقي في مهرجان وماد. لقد كان إخفاقًا تجار، بسبب عدم وجود وسائل نقل مناسبة للمكان والدعاية، وبناءً على اقتراح من توني سميث ومديره،  وافق هو وزملاؤه السابقون على تأدية عرض واحد تحت اسم "ستة من الأفضل"  جنبًا إلى جنب مع تشيستر طومسون وداريل ستويرمر .
كانت جينيسيس تكمل جولتها في Three Sides Live Encore بثلاث حفلات موسيقية في هامرسميث أوديون في الفترة بين 28-30 سبتمبر. تم إجراء بروفة كاملة واحدة للفرقة في 29 سبتمبر في هامرسميث أوديون. 
افتتح غابرييل العرض بالصعود من نعش حمله أربعة من حاملي النعش إلى المسرح، وهي حيلة لم تكن معروفة من قبل الموسيقيين الآخرين قبل العرض.  ظهر هاكيت على خشبة المسرح خلال الظهورات بعد وصوله متأخرًا من أمريكا الجنوبية . احتفل رذرفورد بعيد ميلاده الثاني والثلاثين في يوم الحفل وغنى الجمهور له "عيد ميلاد سعيد" خلال العرض.
سمحت الإيرادات الناتجة عن الحفلة الموسيقية بالدفع لدائني ووماد، واستئناف غابرييل مسيرته الفردية.

## تسجيل
لم يتم إصدار أي تسجيل رسمي للحفلة الموسيقية ولكن تم جمع العديد من تسجيلات الجمهور خلال عام 2007 وتم إعادة صياغتها رقميًا، وفي عام 2015 ، أعرب مايك رذرفورد عن أسفه لعدم تصوير الحفل. 